# Verderio
Verderio település Olaszországban, Lombardia régióban, Lecco megyében. Lakosainak száma 5497 fő (2023. január 1.). Verderio Paderno d’Adda, Cornate d’Adda, Sulbiate, Aicurzio, Bernareggio, Robbiate és Ronco Briantino községekkel határos.

## Népesség
A település lakossága az elmúlt években az alábbi módon változott:
| Lakosok száma | 5668 | 5626 | 5497 |
|               | 2017 | 2018 | 2023 |